# Bukit Timah
Bukit Timah és un turó a Singapur, que es troba a una altitud de 163,63 metres (537 peus) i és el punt més alt de la ciutat estat de Singapur. Bukit Timah està situat a prop del centre de l'illa principal de Singapur. Als voltants hi ha una zona coneguda com la planificació urbana Bukit Timah Àrea de Planificació dependent de l'Autoritat de Redesarrollo Urbà i és part de la Regió Central, i es troba a 10 quilòmetres (6 milles) des del districte central de negocis de la ciutat, l'Àrea Central. Aquesta àrea es refereix sovint com Bukit Timah, i és també coneguda com a Districte 11. L'àrea té un considerable nombre de bungalows (cases unifamiliars i dúplex), així com condominis.